# Douepea
Douepea es un género de fanerógamas perteneciente a la familia Brassicaceae. Comprende dos especies descritas y  aceptadas.

## Taxonomía
El género fue descrito por Jacques Cambessèdes y publicado en Voyage Inde Bot. 4: 18. 1835.

## Especies aceptadas
A continuación se brinda un listado de las especies del género Douepea aceptadas hasta septiembre de 2013, ordenadas alfabéticamente. Para cada una se indica el nombre binomial seguido del autor, abreviado según las convenciones y usos.
- Douepea arabica (Hedge & Kit Tan) O.Appel & Al-Shehbaz
- Douepea tortuosa Cambess.